# 디어 바스켓볼
디어 바스켓볼(Dear Basketball)은 미국에서 제작된 글렌 킨 감독의 2017년 애니메이션, 드라마 영화이다. 코비 브라이언트 등이 주연으로 출연하였다.
이 영화는 2015년 11월 29일 농구 은퇴를 발표하기 위해 더 플레이어스 트리뷴에 기고한 브라이언트의 편지에 기반을 둔다.
go90을 통해 온라인으로 배포되었다.

## 출연
- 코비 브라이언트